# الزاهرية (مسلسل)
الزاهرية مسلسل سعودي من 19 حلقة تدور أحداثه في عام 1978 في بلدة نجدية، عرض في شهر رمضان عام 1443هـ والعمل من إنتاج هيئة الإذاعة والتلفزيون السعودية. 

## قصة المسلسل
مسلسل سعودي تراثي، تدور أحداثه في قرية نجدية، في أواخر السبعينيات مع بدايات النهضة الاجتماعية والعمرانية في المملكة. المسلسل من تأليف: أمل الفاران، وإخراج سائد بشير الهواري، وبطولة: سناء بكر يونس، وعبد الإله السناني، وأضوى فهد.

## أبطال المسلسل
| اسم الممثل       | جنسيته   |
| ---------------- | -------- |
| سناء بكر يونس    | السعودية |
| فيصل الزهراني    | السعودية |
| عبدالإله السناني | السعودية |
| خالد صقر         | السعودية |
| أسامة القس       | سوريا    |
| أضوى فهد         | السعودية |
| نورا ياسين       | السعودية |
| عبدالعزيز المبدل | السعودية |
| راوية أحمد       | السعودية |
| عهود السامر      | السعودية |

==طاقم العمل=={| class="wikitable sortable" ف {|

## طاقم الفريق
| الاسم                            | العمل                 |
| -------------------------------- | --------------------- |
| سائد بشير الهواري                | (مخرج)                |
| حمزة التاجي                      | (مخرج الوحدة الثانية) |
| أمل فاران                        | (مؤلف)                |
| هيئة الإذاعة والتلفزيون السعودية | منتج                  |